# مونیکا بلوچی
مونیکا آنا ماریا بِلوچی (به زبان ایتالیایی: Monica Anna Maria Bellucci; تلفظ ایتالیایی: [ˈmɔ:nika belˈluttʃi]؛ زادهٔ ۳۰ سپتامبر ۱۹۶۴) بازیگر و مدل ایتالیایی است که در فیلم‌های ایتالیایی، آمریکایی و فرانسوی به ایفای نقش پرداخته است. بلوچی ابتدا کار خود را به عنوان مدل در حرفهٔ مدلینگ شروع کرد و در عکس‌های تبلیغاتی کریستین دیور اس. آ. و دولچه و گابانا ظاهر شد؛ سپس در چندین فیلم ایتالیایی به ایفای نقش پرداخت و بعد از آن هم به سینمای هالیوود وارد شد. در سال ۲۰۱۸، مجلهٔ فوربز ایتالیا او را در فهرست ۱۰۰ زن موفق ایتالیایی قرار داد.
بلوچی که با مؤسسهٔ مدیریت مدلینگ الیت مدل قرارداد داشت، در کمپین‌های برند دولچه گابانا فعالیت می‌کرد. نخستین تجربهٔ بازیگری‌اش در مینی‌سریال تلویزیونی ایتالیایی زندگی با کودکان (۱۹۹۱) رقم خورد. او سپس نقش یکی از همسران دراکولا را در فیلم ترسناک دراکولای برام استوکر (۱۹۹۲) بازی کرد و پس از آن در کلاس‌های بازیگری شرکت نمود. پس از چند حضور در تولیدات ایتالیایی، با نقش‌آفرینی در فیلم آپارتمان (۱۹۹۶) به شهرت رسید و نامزد جایزهٔ سزار برای امیدبخش‌ترین بازیگر زن شد. حضورش در فیلم تحت سوءظن (۲۰۰۰) باعث شناخته‌شدن در میان تماشاگران آمریکایی شد، اما با فیلم مالنا (۲۰۰۰) به شهرت جهانی دست یافت. او سپس در فیلم تاریخی-ترسناک برادری گرگ (۲۰۰۱) و کمدی استریکس و اوبلیکس: مأموریت کلئوپاترا (۲۰۰۲) بازی کرد. نقش قربانی تجاوز در فیلم مهیج جنجالی برگشت‌ناپذیر (۲۰۰۲) و ایفای نقش «پرسفون» در دو فیلم علمی-تخیلی بارگذاری مجدد ماتریکس و انقلاب‌های ماتریکس (هر دو ۲۰۰۳) از دیگر آثار اوست.
بلوچی برای ایفای نقش مریم مجدلیه در فیلم مصائب مسیح (۲۰۰۴) مورد توجه منتقدان قرار گرفت. او در فیلم‌های چقدر منو دوست داری؟ (۲۰۰۵) و شلیک نهایی (۲۰۰۷) نقش یک روسپی را بازی کرد و در آثار متنوع دیگری همچون افشاگر (۲۰۱۰)، راهنمای عشق ۳ (۲۰۱۱) و شگفتی‌ها (۲۰۱۴) نیز حضور یافت. بلوچی در ۵۰ سالگی با حضور در فیلم جیمز باند اسپکتر (۲۰۱۵) به مسن‌ترین باند گرل تاریخ این مجموعه بدل شد. او در ادامه در آثاری مانند روی راه شیری (۲۰۱۶)، مردی که پوستش را فروخت (۲۰۲۰) و بیتل‌جوس بیتل‌جوس (۲۰۲۴) بازی کرد. در تلویزیون نیز در سریال‌های موتسارت در جنگل (۲۰۱۶) و کارگزار مرا خبر کنید! (۲۰۱۸) حضور داشت و در سال ۲۰۱۹ با ایفای نقش ماریا کالاس در نمایش نامه‌ها و خاطرات نخستین تجربهٔ تئاتر خود را رقم زد.
بلوچی در کنار همسر دوم خود، ونسان کسل، در همکاری‌های سینمایی که ده سال به طول انجامید، ایفای نقش کرد. او همچنان در زمینه مدلینگ فعالیت داشته و به عنوان سفیر برند برای برندهای لوکسی مانند کارتیه و دیور کار کرده است. برخی رسانه‌ها بلوچی را نماد جذابیت جنسی نامیده‌اند. بلوچی در سال ۲۰۰۶ نشان شوالیه فرهنگ و هنر فرانسه و در سال ۲۰۱۶ نشان لژیون دونور فرانسه را دریافت کرد. او به عنوان عضو دائمی آکادمی علوم و هنرهای سینما، نماینده ایتالیا است.

## کودکی
بلوچی تک فرزند است و در ۳۰ سپتامبر ۱۹۶۴ در چیتا دی کاستلو در اومبریای ایتالیا به دنیا آمد و در سان جیوستینو بزرگ شد. پدرش، پاسکواله بلوچی، صاحب یک شرکت باربری بود و مادرش، برونلا بریگانتی، خانه‌دار و نقاش آماتور بود. بلوچی تنها فرزند خانواده‌اش بود، زیرا والدینش نمی‌خواستند فرزند دیگری داشته باشند. بلوچی در سلچی-لاما، در بخش (کومونه) سان جیوستینو در کنار رودخانه تیبر بزرگ شد.
بلوچی تحصیلات کاتولیک داشت. او «کودکی باهوش» بود. به گفته پدرش، او محتاط بود و به‌طور فزاینده‌ای به مد علاقه داشت و «غرق در عشق» بزرگ شد. او در ۱۳ سالگی مدل یک عکاس محلی شد و پس از اتمام تحصیلات دبیرستان برای تحصیل در رشتهٔ حقوق دانشگاه پروجا به پروجا نقل مکان کرد. بلوچی در ۱۳ سالگی زمانی که برای دوست عکاس خانوادگی در چیتا دی کاستلو ژست گرفت، با مدلینگ آشنا شد. او از دیگر کودکان هم‌سن و سال خود فاصله داشت، به‌طور منظم برای رسیدن به خانه بعد از مدرسه مسیر خود را تغییر می‌داد و وقت خود را با آنها در فضای عمومی کومونه نمی‌گذراند. پدر بلوچی گفت که او شکایت می‌کرد که همه به او خیره شده‌اند. پدرش به او کمک کرد تا اعتماد به نفس پیدا کند.
بلوچی به سینما علاقه‌مند شد و فیلم‌های ویتوریو دسیکا، فدریکو فلینی، روبرتو روسلینی، لوکینو ویسکونتی، مارسل کارنه و ژان-لوک گدار را تماشا می‌کرد. بلوچی گفته است که شخصیت او تا حد زیادی منعکس‌کننده تربیت اوست: «مطمئناً بسیاری از مثبت‌اندیشی نیز به فضایی بستگی دارد که والدینم مرا در آن بزرگ کردند.»

## حرفه

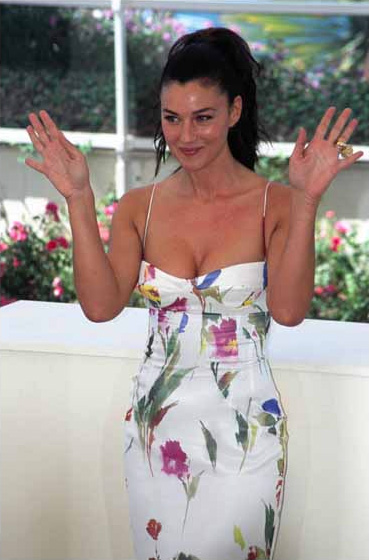
مونیکا بلوچی در جشنواره سینمایی کن ۲۰۰۲ برای تبلیغ فیلم برگشت‌ناپذیر

### مدلینگ
بلوچی برای کمک هزینهٔ تحصیل به صورت آزاد پیشهٔ مانکنی را شروع کرد و پس از مدتی در سال ۱۹۸۸ دانشکده حقوق را رها کرد تا تمام وقت به این کار بپردازد و برای این کار به یکی از مراکز مد اروپا، میلان، رفت و در آنجا با مدیریت مدل الایت قرارداد امضا نمود. در سال ۱۹۸۹ او به عنوان یک مدل برجسته در پاریس و نیویورک شناخته می‌شد و با شرکت‌ها مطرحی همچون دولچه و گابانا و ال قرارداد داشت.
در سال ۲۰۰۳ او با مجله ماکسیم همکاری می‌کرد. مجله منز هلث او را در رتبه‌بندی «۱۰۰ زن جذاب تاریخ» در رتبه ۲۱ قرار داد. مجله اسکمن نیز او را جذاب‌ترین زن سال ۲۰۰۲ نامید. طبق نظر دو روزنامه کشوری در ایتالیا، او نماد جذابیت این کشور است.
در سال ۲۰۱۲ او به چهره جدید دولچه و گابانا مبدل شد. او همچنین با چند شرکت در زمینه مد در لندن، میلان و نیویورک قرارداد همکاری امضا کرد. در بهار ۲۰۱۹ او در هفته مد میلان در یکی از نمایش‌های مد دولچه و گابانا همراه با دیگر مدل‌های دهه ۹۰ میلادی، کسانی همچون ایزابلا روسلینی، اوا هرزیگووا و هلنا کریستنسن، حاضر شد و مدتی در کانون توجهات مد قرار داشت.

### بازیگری
بلوچی از سال ۱۹۸۹ شروع به رفتن به کلاس‌های بازیگری کرد. او از اوایل دهه ۱۹۹۰ شروع به کار در حرفه بازیگری نمود. او چند نقش کوچک در فیلم‌های قرعه‌کشی (۱۹۹۱) و دراکولای برام استوکر (۱۹۹۲) داشت. او در سال ۱۹۹۶ برای بازی در فیلم آپارتمان نامزد جایزه بهترین بازیگر نقش مکمل سزار شد و به جایگاه خود در بازیگری تحکیم بخشید. بازی در فیلم‌های مالنا (۲۰۰۰), برادری گرگ (۲۰۰۱) و برگشت‌ناپذیر (۲۰۰۲) به عنوان یک بازیگر مطرح در سطح جهان شناخته شد.
او از آن دوران در فیلم‌های متعددی در سینمای اروپا و هالیوود همچون اشک‌های خورشید (۲۰۰۳)، ماتریکس: بارگذاری مجدد (۲۰۰۳)، مصائب مسیح (۲۰۰۴)، برادران گریم (۲۰۰۵)، شلیک نهایی (۲۰۰۷)، به گذشته نگاه نکن (۲۰۰۹) و شاگرد جادوگر (۲۰۱۰) ایفای نقش کرد. بلوچی در سال ۲۰۱۵ با بازی نقش لوسیا سیارا در فیلم اسپکتر در سن ۵۰ سالگی، به پیرترین بازیگر نقش باند گرل تبدیل شد.

## زندگی شخصی

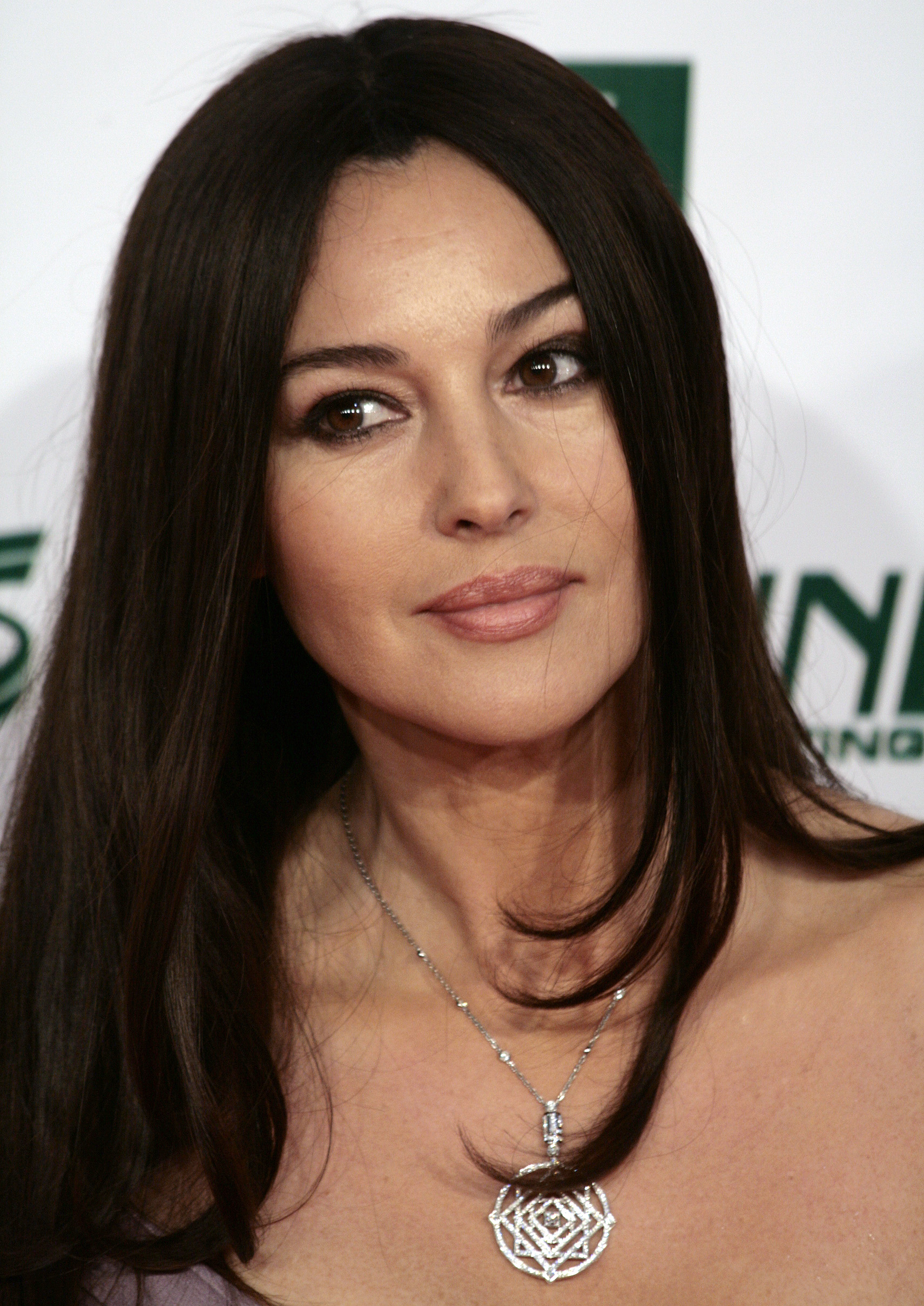
مونیکا بلوچی در سال ۲۰۰۹

بلوچی در سال ۱۹۹۰ با عکاس ایتالیایی، کلودیو کارلوس باسو ازدواج کرد و پس از هجده ماه از او طلاق گرفت.
بلوچی سپس در سال ۱۹۹۶ در زمان ساخت فیلم آپارتمان با ونسان کسل بازیگر فرانسوی آشنا شد و سه سال بعد با وی ازدواج کرد. مونیکا بلوچی دو دختر از کسل به نام‌های دیوا (متولد ۲۰۰۴) و لئونیه (متولد ۲۰۱۰) دارد. بلوچی و کسل در ۲۶ اوت ۲۰۱۳ طلاقشان را اعلام کردند.
بلوچی در ابتدای مستند پرسش بزرگ که مربوط به فیلم مصائب مسیح است، اظهار کرد که به همه مذاهب علاقه‌مند است و احترام می‌گذارد ولی یک ندانم‌گرا است و به یک انرژی مرموز اعتقاد دارد که اقیانوس‌ها را در هنگام جزر و مد پر و طبیعت و موجودات را متحد می‌کند.

## فیلم‌شناسی

### سینما
| سال  | عنوان                                | نقش                    |
| ---- | ------------------------------------ | ---------------------- |
| ۱۹۹۱ | قرعه‌کشی                              | فرانچسکا               |
| ۱۹۹۲ | دراکولای برام استوکر                 | یکی از عروس‌های دراکولا |
| ۱۹۹۵ | گلوله برفی                           | ملینا                  |
| ۱۹۹۶ | بیت و قطعات                          |                        |
| ۱۹۹۵ | یوسف                                 | همسر فرعون             |
| ۱۹۹۶ | آپارتمان                             | لیزا                   |
| ۱۹۹۷ | دوبرمن                               | نَت کولی                |
| ۱۹۹۸ | کاپوت موندی                          | جولیا جووانینی         |
| ۲۰۰۰ | تحت سوءظن                            | شانتال هرست            |
| ۲۰۰۰ | مالنا                                | مالنا اسکوردیا         |
| ۲۰۰۱ | برادری گرگ                           | سیلویا                 |
| ۲۰۰۲ | آستریکس و اوبلیکس: مأموریت کلئوپاترا | کلئوپاترا              |
| ۲۰۰۲ | برگشت‌ناپذیر                          | الکس                   |
| ۲۰۰۳ | مرا به خاطر بسپار، عشق من            | السیا                  |
| ۲۰۰۳ | اشک‌های خورشید                        | دکتر لنا کندریکز       |
| ۲۰۰۳ | ماتریکس: بارگذاری مجدد               | پرسفونه                |
| ۲۰۰۳ | انقلاب‌های ماتریکس                    | پرسفونه                |
| ۲۰۰۴ | مصائب مسیح                           | مریم مجدلیه            |
| ۲۰۰۴ | مأموران مخفی                         |                        |
| ۲۰۰۴ | جاسوسان                              | باربارا/لیزا           |
| ۲۰۰۴ | او از من متنفر است                   | سیمونا بوناسرا         |
| ۲۰۰۵ | برادران گریم                         | ملکه آینه              |
| ۲۰۰۵ | چقدر منو دوست داری؟                  | دنیلا                  |
| ۲۰۰۶ | راهنمای عشق ۲                        | لوسیا                  |
| ۲۰۰۷ | شلیک نهایی                           | دونا کوینتانو          |
| ۲۰۰۹ | به گذشته نگاه نکن                    | ژان                    |
| ۲۰۰۹ | زندگی شخصی پیپا لی                   | جیجی لی                |
| ۲۰۰۹ | باریا                                | دختر ماسون             |
| ۲۰۱۰ | افشاگر                               | لورا لویانی            |
| ۲۰۱۰ | شاگرد جادوگر                         | ورونیکا                |
| ۲۰۱۱ | راهنمای عشق ۳                        | ویولا                  |
| ۲۰۱۲ | فصل کرگدن                            | مینا                   |
| ۲۰۱۴ | شگفتی‌ها                              | میلی ساتنا             |
| ۲۰۱۵ | اسپکتر                               | لوسیا سیارا            |
| ۲۰۱۶ | روی راه شیری                         | نوستا                  |
| ۲۰۱۶ | موتسارت در جنگل                      | الساندرا               |
| ۲۰۱۸ | نکروترونیک                           | فینیگنگ                |
| ۲۰۱۹ | بهترین سال‌های یک زندگی               | النا                   |
| ۲۰۱۹ | عنکبوت در تار                        | آنجلا                  |
| ۲۰۲۰ | مردی که پوست خود را فروخت            |                        |
| ۲۰۲۱ | فانتزی‌ها                             |                        |
| ۲۰۲۲ | حافظه                                | داوانا سیلمن           |
| ۲۰۲۳ | مافیا ماما                           | بیانکا                 |
| ۲۰۲۴ | بیتل‌جوس بیتل‌جوس †                    | همسر بیتل‌جوس           |

### تلویزیون
| سال  | عنوان                 | نقش  | یادداشت        |
| ---- | --------------------- | ---- | -------------- |
| ۲۰۱۷ | توئین پیکس            | خودش | قسمت: «بخش ۱۴» |
| ۲۰۱۸ | کارگزار مرا خبر کنید! | خودش | قسمت: «مونیکا» |
| ۲۰۱۸ | کارگزار مرا خبر کنید! | خودش | قسمت: «بپرس»   |

### بازی
| سال  | فیلم                       | نقش صدا |
| ---- | -------------------------- | ------- |
| ۲۰۰۳ | ماتریکس را وارد کنید       | پرسفونه |
| ۲۰۰۴ | شاهزاده ایران: جنگجوی درون | کایلینا |

### دوبله‌ها
| سال  | فیلم                    | نقش    | یادداشت       |
| ---- | ----------------------- | ------ | ------------- |
| ۲۰۰۳ | سندباد: افسانه هفت دریا | مارینا | دوبله فرانسوی |
| ۲۰۰۵ | ربات‌ها                  | کپی    | دوبله فرانسوی |

## جوایز و نامزدی‌ها
| سال  | جایزه                            | رشته                                        | کار نامزدشده                               | نتیجه    |
| ---- | -------------------------------- | ------------------------------------------- | ------------------------------------------ | -------- |
| ۱۹۹۷ | جایزه سزار                       | متعهدترین بازیگر زن                         | آپارتمان                                   | نامزدشده |
| ۲۰۰۱ | جوایز فیلم اروپا                 | جایزه تماشاگران برای بهترین بازیگر زن       | مالنا                                      | نامزدشده |
| ۲۰۰۳ | جایزه ساترن                      | بهترین بازیگر نقش مکمل زن                   | برادری گرگ                                 | نامزدشده |
| ۲۰۰۳ | چهره ژانر سینسکیپ جوایز آینده    | بهترین زن                                   | ماتریکس: بارگذاری مجدد و انقلاب‌های ماتریکس | نامزدشده |
| ۲۰۰۳ | دیوید دی دوناتلو                 | بهترین بازیگر نقش مکمل زن                   | مرا به خاطر بسپار، عشق من                  | نامزدشده |
| ۲۰۰۳ | جوایز برگزیده نوجوانان           | فیلم منتخب ستاره سخت‌کوش زن                  | ماتریکس: بارگذاری مجدد و اشک‌های خورشید     | نامزدشده |
| ۲۰۰۳ | روبان نقره‌ای                     | روبان نقره‌ای برای بهترین بازیگر نقش مکمل زن | مرا به خاطر بسپار، عشق من                  | برنده    |
| ۲۰۰۴ | جایزه سینمایی و تلویزیونی ام‌تی‌وی | بهترین بوسه                                 | ماتریکس: بارگذاری مجدد                     | نامزدشده |
| ۲۰۰۵ | گلدن گلوب ایتالیا                | گلدن گلوب اروپا                             |                                            | برنده    |
| ۲۰۰۵ | روبان نقره‌ای                     | روبان نقره‌ای برای بهترین بازیگر نقش مکمل زن | مصائب مسیح                                 | نامزدشده |
| ۲۰۰۷ | روبان نقره‌ای                     | روبان نقره‌ای برای بهترین بازیگر نقش مکمل زن | ناپلئون و من                               | نامزدشده |
| ۲۰۱۷ | روبان نقره‌ای                     | روبان نقره‌ای اروپا                          | روی راه شیری                               | برنده    |
| ۲۰۲۰ | جایزه ماگریت                     | جایزه افتخاری مگریت                         |                                            | برنده    |